# 榊保三郎
榊 保三郎（さかき やすさぶろう、明治3年4月24日（1870年5月24日） - 昭和4年（1929年）3月19日）は、日本の医学者である。医学博士、文学博士。

## 経歴
明治3年（1870年）4月24日、駿河国駿東郡沼津（現静岡県沼津市）生まれ。父は蘭学者の榊令輔。長兄・榊俶（はじめ）、次兄・榊順次郎、ともに医学者、医学博士である。明治32年（1899年）、東京帝国大学医科大学を卒業し、明治35年（1902年）、助教授となり、明治36年（1903年）から明治39年（1906年）、文部省留学生として英米独仏の精神病理学を研究した。明治38年（1905年）イタリア・ローマで開催された万国心理学会に日本政府代表として出席し、同学会部長となった。またベルリン精神学会常設委員となり、明治39年（1906年）11月帰国し、京都帝国大学福岡医科大学教授に転じ、以来、同大学で精神病学を講じ、スタイナッハの若返り法研究に没頭していたが、九州帝大特診疑獄事件に連座、職を辞した。翌年、法文学部に入学。明治39年（1906年）、論文「相撲取の畸形耳に就いて」で医学博士、大正10年（1921年）、論文「学齢児童より丁年に至る精神教育の研究」で文学博士の学位を取得した。墓所は染井霊園(1イ-4-8)。
妻の梅子は加藤弘之の七女である。
音楽愛好者であり、九大フィルハーモニー創立に深く関わった。ヴァイオリンの名手としても知られ、留学先のベルリンでヨーゼフ・ヨアヒムにヴァイオリンを師事した。

## 著書
- 『変り者 一名・通俗精神病的性格論及其養生』実業之日本社、1912年
- 『性慾研究と精神分析学』実業之日本社、1919年
- 『学齢ヨリ丁年迄ノ精神発育研究』改造社、1922年
- 『スタイナツハ氏若返り法研究』諸岡存共著、改造社、1922年